# Т-34 (фільм)
«Т-34» — російський військово-пригодницький бойовик 2019 року режисера Олексія Сидорова.
Прем'єра фільму в Росії відбулася 1 січня 2019. Вихід у світовий прокат відбувся 11 січня. Телевізійна прем'єра фільму відбулася в День Перемоги 9 травня 2019, на телеканалі «Росія-1». Фільм заборонений на території України.

## Сюжет
Німецько-радянська війна. Листопад 1941 року. Війська вермахту наближаються до Москви. Микола Івушкін, тільки що закінчив прискорені курси молодших лейтенантів з відзнакою, прибуває на фронт у діючу армію в район підмосковного села Нефьодовка; разом з водієм полуторки, доставляють провізію, вони ледь рятуються, мало не ставши мішенню для німецького танка.

## У ролях
| Актор                  | Роль                                                     |
| ---------------------- | -------------------------------------------------------- |
| Олександр Петров       | молодший лейтенант Микола Івушкін                        |
| Вінценц Кіфер          | штандартенфюрер СС Клаус Ягер                            |
| Ірина Старшенбаум      | перекладчица Аня Ярцева                                  |
| Віктор Добронравов     | механик-водій Степан Савелійович Васильонок              |
| Антон Богданов         | навідник гармати Дем'ян Волчок                           |
| Юрій Борисов           | заряджаючий танка Т-34-85 Серафім Іонов                  |
| Семен Тріскунов        | водій полуторки Василь Тетерин                           |
| Вольфганг Черни        | танковий снайпер Хайн Тіліке                             |
| Артем Бистров          | капитан Корін                                            |
| Петро Скворцов         | пулемьотчик Ликов                                        |
| Робінсон Райхель       | рейхсфюрер СС Генріх Гіммлер                             |
| Майк Девіс/Mike Davies | генерал Гудеріан                                         |
| Йошуа Гроте            | гауптштурмфюрер СС Тіліке                                |
| Кристоф Глаубакер      | Вайс                                                     |
| Кристоф Урбан          | Шлецер                                                   |
| Гурам Баблішвілі       | командир відділення піхоти, старшина Габулія             |
| Артур Сопельник        | заряджаючий танка Т-34-76 червоноармієць Іван Кобзаренко |
| Владимир Виноградов    | німецький заправник                                      |
| Олена Дробишева        | мати Івушкіна                                            |
| Микаел Джанибекян      | епізод                                                   |

## Знімальна група
- Режисер-постановник і автор сценарію — Олексій Сидоров
- Оператор-постановник — Михайло Мілашін
- Художник-постановник — Костянтин Пахотін
- Композитори — Вадим Маєвський, Олександр Туркунов, Іван Бурляєв, Дмитро Носков
- Художник по костюмах — Уляна Полянська
- Художник по гриму — Ірина Ляшко
- Режисер монтажу — Дмитро Корабельников
- Звукорежисер — Олексій саморобки
- Креативний продюсер — Микола Ларіонов
- Продюсери — Рубен Дишдишян, Антон Златопольский, Леонард Блаватник, Михайло Китаєв, Неллі Яралова, Юлія Іванова, Анатолій Акименко за участю Микити Михалкова та Леоніда Верещагіна

## Створення
10 вересня 2015 року було оголошено, що кінокомпанія «Марс Медіа» займеться виробництвом високобюджетної військової екшн-драми «Т-34». Пізніше до проекту підключився продюсер Леонард Блаватнік — інвестор, власник «Амедіа» і студії Warner Music, що вибрав цей фільм з великої кількості пропозицій, що було обумовлено і особистими мотивами (перемога у Німецько-Радянській війні — частина сімейної історії, дід продюсера — фронтовик), і іншими причинами — кращі молоді артисти, першокласна знімальна група і успішний досвід партнера, компанії «Марс Медіа», і особисто Рубена Дішдішян.
Режисер і автор сценарію Олексій Сидоров поставив завдання «розповісти історію війни так, щоб захопити молодь і не викликати протиріч у тих, хто ще зберігає Німецько-Радянську війну в своїй пам'яті».
У картині знімалися кілька танків, в тому числі реальний Т-34, підбитий під час війни. Для зйомок фільму машину відновили: перебрали двигун і довели до бойового стану, відтворили камуфляж, який використовувався в зимовий час в 1941 році під назвою «зимовий ліс».
Художник-постановник фільму Костянтин Пахотін за місяць побудував ціле село в поле поруч з селом Стрелковка, Калузької області. Хоча вдома за сюжетом будуть зруйновані в самому початку фільму, у кожного свій, особливий стиль, різьблені оздоблення. Ретельно підібраний реквізит, в чому допомогли місцеві жителі.
Концентраційний табір знімався в чеському місті Терезін на території концтабору Терезієнштадт (реально існував), нині перетвореного в Музей Гетто. Для сцени прибуття поїзда до укладених використовувалися справжні старі німецькі паровоз і вагони. Зйомки зустрічі з Г. Гіммлером були в залі Рудольфінум, Прага. Сцени з танком на вулицях зняті в чеському місті Локет.

## Прокат
Прем'єра фільму в Росії відбулася 1 січня 2019. У перший день прокату касові збори становили 111 335 336 рублів.
Вихід в світовий прокат відбувся 11 січня 2019 року.

## Критика
Фільм отримав змішані, неоднозначні оцінки.

## Зняття з прокату в США
У США показ фільму пройшов у 12-ти кінотеатрах великих міст. У відповідь на це посольство України в США закликало місцеві кінотеатри зняти фільм з показу як такий, що «відкрито поширює та популяризує сучасну агресію Російської Федерації у світі». На заклик українського дипломатичного відомства один із кінотеатрів в передмісті Бостона скасував показ «Т-34», після чого фільм також був знятий з показу в Сан-Франциско.